# Strobing

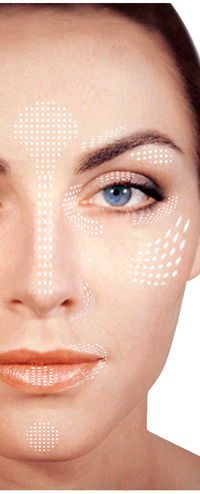
Strobing ist eine Make-up-Technik, bei der mit Highlighter gearbeitet wird.

Strobing ist eine Make-up-Technik, bei der Lichtreflexe (Highlights) auf ausgewählte Gesichtszüge gesetzt werden.

## Anwendung
Strobing wird hauptsächlich verwendet, um Gesichtspartien zu betonen und hervorzuheben. Dabei wird zunächst die Foundation auf das Gesicht aufgetragen und anschließend mit Puder fixiert. Danach wird Rouge aufgetragen und ein Highlighter auf die Stellen aufgetragen, die das Licht am meisten einfangen (Wangenknochen, Augeninnenwinkel, Nasenrücken, Mitte des Kinns, Lippenherz). Auch das Schlüsselbein lässt sich auf diese Weise betonen. Der Highlighter wird mit einem Pinsel verwischt. Die mit Highlighter versehenen Partien fangen Licht ein und treten so optisch in den Vordergrund.

## Handelsformen
Für das Strobing werden Puder-Highlighter oder Creme-Highlighter verwendet. Cremes sind eher für trockene Haut geeignet. Puder wird bei öliger Haut verwendet.